# BabyMonster
BabyMonster (кор. 베이비몬스터) или Baemon (кор. 베몬, читается как Беймон) — южнокорейская гёрл-группа, сформированная в 2023 году компанией YG Entertainment. В коллективе состоит участвуют семь певиц: Рука, Фарита, Аса, Ахён, Рами, Рора и Чикита. Предебют группы состоялся 27 ноября 2023 года с синглом «Batter Up». Полноценный дебют с семью участницами состоялся 1 апреля 2024 года с альбомом BabyMons7er.
Название фандома — Монстиз было объявлено 27 июля.

## Карьера

### 2018—2022: Становление и преддебютная деятельность
После дебюта женских гёрл-групп компании YG Entertainment 2NE1 (2009) и Blackpink (2016), новости об их следующей женской группе начали распространяться в 2018 году. Компания рассматривала кандидатов из разных стран, некоторые из которых были приняты в программу обучения ещё в возрасте 10 лет. По количеству новобранцев каждый потенциальный участник занял первое место среди тысяч на своих прослушиваниях. В январе 2020 года «BabyMonster», одно из многих названий, первоначально рассматривавшихся для Blackpink, и «Baemon» (слоговое сокращение первого) были зарегистрированы лейблом в качестве товарных знаков на английском и корейском языках.
Процесс отбора участниц был показан в реалити-шоу «Last Evaluation», где были представлены семь потенциальных участниц. Основатель лейбла Ян Хёнсок выбрал Ли Сухён из AKMU, Кан Сынюна и Ли Сынхуна из Winner в качестве наставников группы. Ян поделился, что изначально планировалось выбрать пять участниц, но в итоге был составлена группа из семи человек, в который вошли три участницы из Южной Кореи (Ахён, Рами, Рора), две японки (Рука, Аса) и две тайки (Фарита, Чикита). Ахён, Рука, Чикита, Рами и Фарита были выбраны лейблом, в то время как Рора и Аса должны были быть распределены в два других проекта, однако по итогу вошли в окончательный состав группы из-за поддержки фанатов.
Большинство из участниц уже имели опыт работы в индустрии развлечений до прихода в YG Entertainment. Рами работала моделью в детстве. Рука дебютировала в японской гёрл-группе Shibu3 project. Рора присоединилась к детской музыкальной группе U.SSO Girl под сценическим именем U.ha вместе с Хёин из NewJeans. Фарита работала моделью на конкурсах и прослушивалась в реалити-программах на выживание. Аса и Ахён прошли прослушивание в 2018 году. Чикита стала последней участницей, присоединившейся к группе. В течение стажировки участницы часто принимали участие в создании песен.

### 2023-н.в: Дебют с «Batter Up»
30 декабря 2022 года YG Entertainment официально представила постер с надписью «YG Next Movement». После публикации постера на официальном канале компании в YouTube был выложен трейлер реалити-шоу «Last Evaluation», в котором приняли участие члены групп Winner и Blackpink, дуэт AKMU, танцовщица и хореограф Ли Чжунли и основатель лейбла Ян Хёнсок.
Начиная с 12 января, компания опубликовала фотографии семи участниц шоу. За 52 дня с момента создания 28 декабря 2022 года канал BabyMonster на YouTube превысил один миллион подписчиков и два миллиона подписчиков за 129 дней, став первой к-поп группой, достигшей этого рубежа за короткий срок. 14 мая 2023 года был выпущен эксклюзивный преддебютный промо-сингл «Dream», заняв первое место в чарте Billboard Hot Trending Songs. 15 ноября стало известно, что Ахён, которая должна была дебютировать в составе группы, покинула её по состоянию здоровья. Однако через день было подтверждено, что она остаётся в составе группы. 20 ноября YG Entertainment объявило о дебюте группы с синглом «Batter Up», который состоялся 27 ноября.  

## Участницы
| Сценический псевдоним | Сценический псевдоним | Настоящее имя          | Настоящее имя          | Дата рождения |
| Русс.                 | Англ.                 | На русском             | Кандзи/Абугида/Хангыль | Дата рождения |
| --------------------- | --------------------- | ---------------------- | ---------------------- | ------------- |
| Рука                  | Ruka                  | Каваи Рука             | 河井瑠花               | 20.03.2002    |
| Фарита                | Pharita               | Фарита Бунпакдетавейод | ภาริตา บุญภักดีทวียศ        | 26.08.2005    |
| Аса                   | Asa                   | Энами Аса              | 榎並 杏紗              | 17.04.2006    |
| Ахён                  | Ahyeon                | Чон Ахён               | 정아현                 | 11.04.2007    |
| Рами                  | Rami                  | Шин Харам              | 신하람                 | 17.10.2007    |
| Рора                  | Rora                  | Ли Даин                | 이다인                 | 14.08.2008    |
| Чикита                | Chiquita              | Рирача Фондечапифат    | ริรชา พรเดชาพิพัฒ         | 17.02.2009    |

## Дискография

### Сольные альбомы
| Название      | Детали                                                                         |
| ------------- | ------------------------------------------------------------------------------ |
| «BabyMons7er» | - Выпущен: 1 апреля 2024 - Компания: YG - Формат: CD, цифровая загрузка, LP    |
| 《Drip》      | • Выпущен:1 ноября 2024 • Компания: YG • Формат: CD,QR, цифровой, стриминговый |

### Синглы
| Название              | Год  | Высшая позиция | Высшая позиция | Высшая позиция | Высшая позиция | Высшая позиция | Высшая позиция | Высшая позиция | Высшая позиция | Альбом      |
| Название              | Год  | KOR            | IDN            | JPN Hot 100    | NZ Hot         | SGP            | TWN            | US World       | WW             | Альбом      |
| --------------------- | ---- | -------------- | -------------- | -------------- | -------------- | -------------- | -------------- | -------------- | -------------- | ----------- |
| «Batter Up»           | 2023 | 123            | 16             | 100            | 14             | 16             | 20             | 5              | 101            | BabyMons7er |
| «Stuck in the Middle» | 2024 |                |                |                |                |                |                |                |                | BabyMons7er |
| «Sheesh»              | 2024 | 10             | 4              | 42             | 30             | 6              | 3              | —              | 33             | BabyMons7er |
| «Forever»             | 2024 | 101            | 20             | 92             | —              | 12             | 6              | 7              | 141            | Drip        |

## Видеоклипы
| Название              | Год  | Режиссёр                 | Ссылки        |
| --------------------- | ---- | ------------------------ | ------------- |
| «Dream»               | 2023 | Неизвестно               | [ 42 ]        |
| «Batter Up»           | 2023 | Со Хёнсын                | [ 43 ] [ 44 ] |
| «Stuck in the Middle» | 2024 | Джейсон Ким (FLIPEVIL)   | [ 45 ] [ 46 ] |
| «Sheesh»              | 2024 | Со Хёнсын                | [ 47 ] [ 48 ] |
| «Forever»             | 2024 | Самсон (Highqualityfish) | [ 49 ] [ 50 ] |

## Фильмография
- Last Evaluation (2023, YouTube)[51]
- Baemon TV (2024, YouTube)[52]

## Награды и номинации
| Год  | Награда                   | Категория                                              | Номинант    | Результат | Примечания |
| ---- | ------------------------- | ------------------------------------------------------ | ----------- | --------- | ---------- |
| 2023 | Mubeat Awards             | Лучший начинающий артист                               | BabyMonster | Победа    | [ 53 ]     |
| 2023 | Mubeat Awards             | Музыкальное видео года                                 | Batter Up   | Номинация | [ 53 ]     |
| 2024 | Circle Chart Music Awards | Mubeat Global Choice Award (женская категория)         | BabyMonster | Номинация | [ 54 ]     |
| 2024 | Circle Chart Music Awards | Новичок года (глобальное вещание)                      | Batter Up   | Победа    | [ 55 ]     |
| 2024 | Circle Chart Music Awards | Новичок года (уникальные слушатели потокового вещания) | Batter Up   | Победа    | [ 56 ]     |
| 2024 | The Fact Music Awards     | Лучшая музыка (зима)                                   | Batter Up   | Номинация | [ 57 ]     |